# ورزشگاه پالوما میزوهو
ورزشگاه پالومو میزوهو (به ژاپنی パロマ瑞穂スタジアム) یک استادیوم چند منظوره در کشور ژاپن است که ظرفیتی ۲۷۰۰۰ نفره دارد.
این ورزشگاه در سال ۱۹۴۱ تأسیس شده است.